# Shin Aomori
Shin Aomori (青森 伸, Aomori Shin), né Kazuo Ichinohe (一戸 和男, Ichinohe Kazuo) le 20 octobre 1941, est un seiyū. Il travaille pour Sigma Seven.

## Rôles

### Animation
- 1986 : Dragon Ball : Sergent Metallic
- 1994-1995 : Dragon Ball Z : Kibito, Mighty Mask

### Films d'animation
- 1995 : Dragon Ball Z : L'Attaque du dragon : Hildegarn
- 1997 : Dragon Ball GT : Cent ans après : Gettô